# Maceda
Maceda es un municipio español perteneciente a la provincia de Orense, en la comunidad autónoma de Galicia. Está constituido por la capital, Maceda, y 58 núcleos de población (lugares y aldeas) dispersas entre las laderas de los pies de la Sierra de San Mamede. Los más relevantes son; Santiago da Costa, Tioira, Santa Marta, Carguizoi, Barxela, Xinzo da Costa, Santirso, Escuadro, Castro de Escuadro, A Teixeria, Francos, y Lamas do Monte entre muchas más. La mayoría de la población se concentra en la capital. Las aldeas no suelen sobrepasar los 300 habitantes, algunas incluso no llegan a los 10 habitantes fijos, en verano el número aumenta significativamente.
Comparte el mismo nombre (Masaedo/Maçaeda) con la ciudad de Macedo de Cavaleiros y el pueblo de Maceda, en Portugal, así como el mismo patrón (San Pedro). 

## Historia

### Revuelta de 1869
El periodo comprendido entre los años 1869-1874, en Orense, fue un periodo de agitación política que afectó a la capital y en zonas rurales próximas debido a los altos impuestos que ahogaban a la población campesina. En 1870 se produjo una revuelta en Maceda contra estos impuestos que fue reprimida violentamente por las autoridades.es similar a la revuelta campesiña

### Levas para la guerra de Marruecos
Los campesinos de Maceda sufrieron levas forzosas para la guerra de Marruecos, agravando la situación de miseria del campesinado ya que algunos morían en el frente y algunas familias tenían que salir adelante solo con la entereza de la pobre viuda. Los pueblos practicaban el apoyo mutuo y ayudaban a las familias que quedaban desamparadas, según testimonios locales.

### Pobreza, emigración en la primera mitad delsigloXX
Según los testimonios locales existía mucha miseria y la emigración era habitual, sobre todo a América. Tras el inicio de la tecnocracia la emigración llega a ser un lastre para la población del municipio llegando a reducir drásticamente la población a partir de los años cuarenta.

### Guerra civil de 1936
Según los archivos del diario La Región de Orense en Maceda existía propaganda contraria al bando franquista. Un artículo hace referencia a propaganda atea al hablar de la misión de un religioso tratando de contrarrestar dicha propaganda por los pueblos de la comarca.
Sin embargo, Maceda, fue una fuente de víveres y reclutas para el bando franquista y la recolecta de recursos para el frente a través de actos religiosos.
En retaguardia, hubo represión, torturas y asesinatos por parte de los falangistas de las que dan fe testimonios locales. Ninguno de estos crímenes fueron nunca llevados a la justicia incluso después de llegada la democracia. Los asesinos quedaron impunes ante sus crímenes siendo conocidos por la población.
Cabe destacar la personalidad de Benigno Álvarez líder del partido comunista gallego en la época y oriundo de Maceda que resistió al fascismo en los montes de la sierra de Maceda.

## Geografía humana

### Demografía
Cuenta con una población de 2837 habitantes (INE 2024).
| Gráfica de evolución demográfica de Maceda entre 1842 y 2021                                                          |
| |
| Población de derecho según los censos de población del INE. Población de hecho según los censos de población del INE. |

### Organización territorial
El municipio está formado por cincuenta y ocho entidades de población distribuidas en doce parroquias:
- Asadur (Santa Mariña)
- Castro de Escuadro (Santa Eulalia)[5]
- Chas[3] (San Juan)[6]
- Covas (San Xoán)
- Foncuberta (Santa María)
- La Cuesta[3] (Santiago)[7]
- Maceda (San Pedro)
- Piuca-Araujo[3] (Santa María)[8]
- Santirso[3] (Santa María)[9][4]
- Tioira (Santa María)
- Villardecás[3] (San Juan)[10]
- Zorelle (Santiago)

## Deuda viva y presión fiscal
Uno de los mayores problemas a los que se enfrenta el municipio es su alta deuda. Los habitantes del municipio sufren altas tasas de impuestos en servicios básicos como el agua.
La deuda viva es la cantidad de deuda que los municipios deben a cajas y bancos, no incluyen las deudas a proveedores.
Los datos se refieren a 31 de diciembre de cada año.
| Año  | Deuda viva  | €/habitante | Presupuesto   | Porcentaje | Gastos de personal |
| ---- | ----------- | ----------- | ------------- | ---------- | ------------------ |
| 2008 | 811.000 €   | 258,03 €    | 3.197.731 €   |            | 1.527.051 €        |
| 2009 | 765.000 €   | 243,70 €    | 3.226.052 €   |            | 1.254.279 €        |
| 2010 | 727.000 €   | 230,57 €    | 3.226.052 €   |            | 1.254.279 €        |
| 2011 | 675.000 €   | 215,72 €    | 3.226.052 €   |            | 1.254.279 €        |
| 2012 | 1.283.828 € | 412'54 €    | 3.226.052 €   | 39,80 %    | 1.254.279 €        |
| 2013 | 1.223.000 € | 410'68 €    | 2.486.079 €   |            | 1.254.279 €        |
| 2014 | 1.109.000 € | 372'40 €    | 1.020.716,81€ |            | - €                |
| 2015 | 868.000 €   | 297'43 €    |               |            |                    |
| 2016 | 762.000 €   | 259'36 €    |               |            |                    |
| 2017 | 619.000 €   | 214,18 €    |               |            |                    |
| 2018 | 460.000 €   | 160,17 €    |               |            |                    |

Fuente:MINISTERIO DE HACIENDA Archivado el 11 de septiembre de 2016 en Wayback Machine.
| Año  | Presión fiscal por habitante |
| ---- | ---------------------------- |
| 2008 | 255,37 €                     |
| 2009 | 244,08 €                     |
| 2010 | 238,92 €                     |
| 2011 | 261,52 €                     |
| 2012 | 286,72 €                     |
| 2013 | 334,19 €                     |
| 2014 | 312,26 €                     |
| 2015 |                              |

Fuente:SIELOCAL

## Política

### Elecciones municipales
- Elecciones municipales en Maceda

Elecciones municipales 2015
| Votos                                                                                         | Datos |
| --------------------------------------------------------------------------------------------- | --- |
| - ·PP 6 concejales 937 votos - ·CxG CCG 4 concejales 656 votos - ·PSOE 1 concejales 229 votos | Total censo electoral: 2.602 Total votantes: 1.967 Votos en blanco: 24 Votos nulos: 51 Abstención: 639 personas Porcentaje abstención: 24'52% |

## Patrimonio monumental

### Castillo

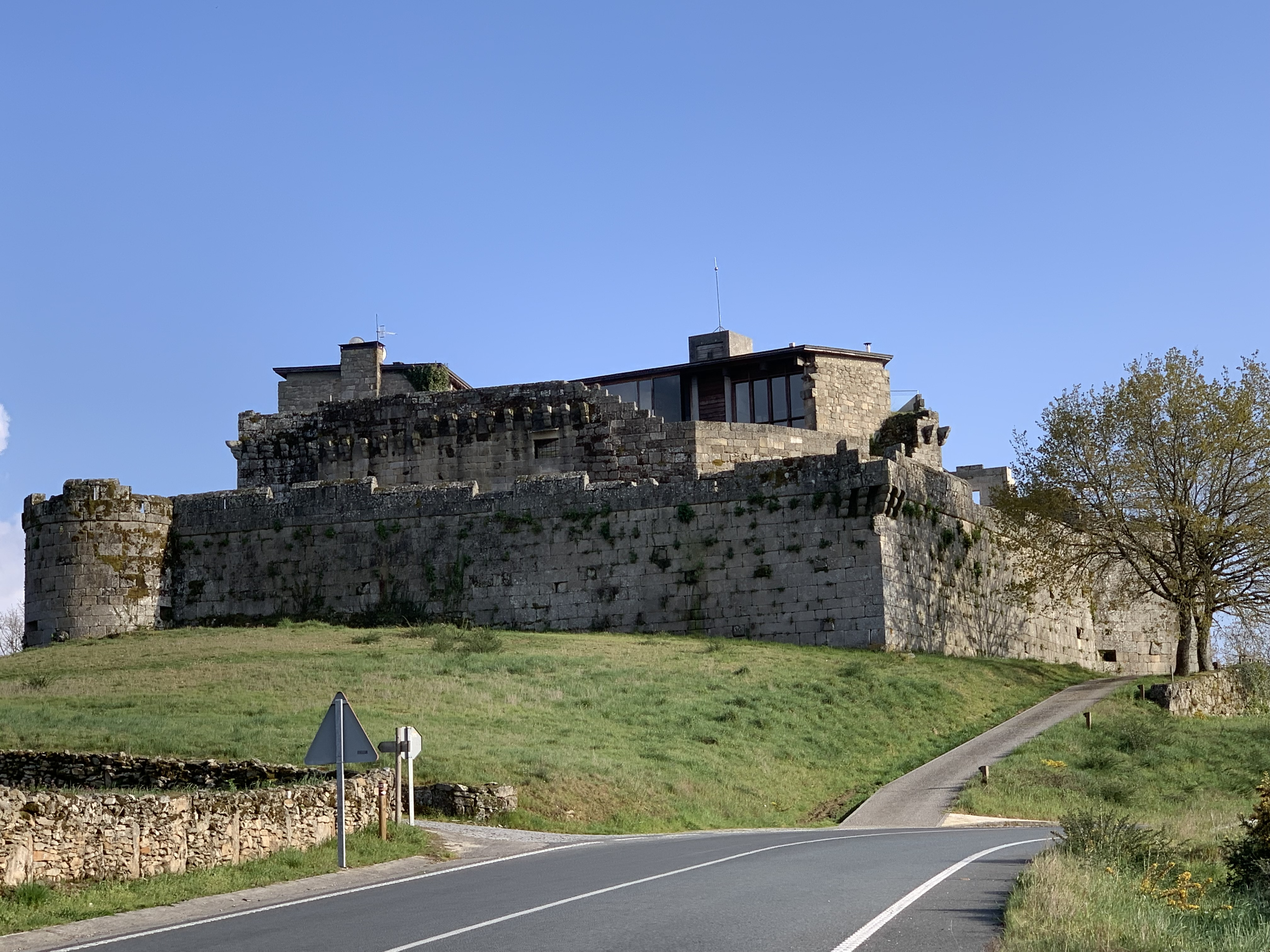
Castillo de Maceda

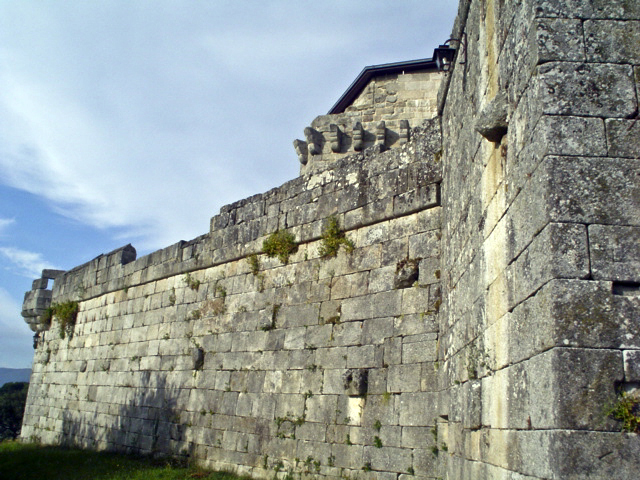

El principal monumento de Maceda es el Castillo de Maceda, declarado Monumento Histórico-Artístico por Decreto del 22 de abril de 1949 (BOE núm. 125, de mayo de 1949), remonta sus orígenes al siglo XI y cumplía una función de vigilancia y defensiva, primero contra las incursiones musulmanas y posteriormente lusitanas. Es en el siglo XII cuando el castillo fue dado en dote a Doña María Fernández, hija en segundas nupcias del Conde de Traba (Pedro Froilaz) con Don Juan Ares de Novoa de Rivadavia de donde surge la rama de los Novoa que continuó su linaje hasta el siglo XVII.
En Maceda vivió Alfonso X el Sabio cuando tenía 11 años de edad con su ayo Garcí Fernández, célebre compositor de las famosas Cantigas a Santa María, escritas en lengua gallega. Seguramente fue donde empezó a instruirse en el conocimiento del gallego. También nació el navegante João da Nova, alcalde de Lisboa de 1496 a 1501 y descubridor, entre otras, de las Islas de Ascensión, Santa Helena ( aquí fue desterrado Napoleón y es donde murió), Ceilán y las islas Trindade, Juan de Nova Island y plausiblemente Agalega Island. Es el gallego más relevante del siglo XVI.
En el siglo XV el castillo pasó a manos de los condes de Benavente y posteriormente a los condes de Maceda quienes fueron descuidando el castillo y pasó a una etapa de decadencia motivada por la ausencia de descendencia masculina.
El castillo sirvió de enfrentamiento en las revueltas antiseñoriales irmandiñas, aunque sus moradores nunca estuvieron metidos de lleno. Ya en la Edad Moderna y debido a la posición estratégica ya mencionada, el emplazamiento fue elegido para establecer un mercado, que fue institucionalizado por el propio señor feudal, convirtiéndolo en la Feira do vinte, en el cual se hacía efectivas diversas rentas en concepto de derechos. Así fue como Maceda fue creciendo y convirtiendo en centro de comercio de la comarca.
En 1654, Felipe IV concede el condado de Maceda a Alonso de Lanzós, regidor de la ciudad de Betanzos y posteriormente el Borbón Felipe V le concedió la grandeza de España.
La fortaleza de Maceda fue declarada Monumento Histórico-Artístico bajo la protección de la Declaración genérica del Decreto de 22 de abril de 1949 (BOE núm.125, de mayo de 1949), y la Ley 16/1985 sobre el Patrimonio Histórico Español y Ley 16/1955, BIC [Bien de Interés Cultural].
El abandono que experimentó durante años, llegando a convertirse en espeso bosque de maleza. Hace poco más de veinte años esta fortaleza se encontraba en ruinas. La Junta de Galicia y el Ayuntamiento han realizado diferentes obras de adecuación en dos tramos entre 1996 y 2003, hasta convertirlo en un alojamiento hotelero. En diciembre de 2008 el complejo tuvo un paro, debido al cese obligado de actividad.
Hoy en día se ha convertido en el Hotel Monumento Castelo de Maceda.

### Iglesias
- Santa María, en Asadur
- Santa Eulalia, en Escuadro.
- San Pedro y Las Nieves, en Maceda.
- San Juan de Vilardecás.
- Santiago, en Zorelle.
- Santa María, en Tioira

### Pazos
Pazo de Chaioso (en algunos documentos históricos también escrito Challoso o Chayoso). Fue abandonado por sus entonces dueños en los años 1980, vendido en 2006 y rehabilitado entre 2008 y 2019. Otros pazos son el Pazo de Casasoa y el Pazo de Vilardecás.

### Grandes casas
- Casa natal de Pedro de Cuenca (Señor de soga y cuchillo, inquisidor).
- Casa natal del Cardenal Quiroga Palacios.

### Hórreos
Hay hórreos relevantes en las aldeas de  Vixueses, Zorelle, Viarellos, Piuca, Souto, Tioira, Parada, Francos y Bustavalle.

## El Felo
La fiesta de carnaval de Maceda tiene una personalidad propia con el acto de "el Felo". Personajes ataviados con una vestimenta peculiar y definida que ensambla con la convencional de los Peliqueiros de Laza y los Cigarróns de Verín. El fedo viste con calcetines blancos de lana, medias negras, bordas de diferentes colores una capa de volantes y una cola de zorro en la parte de arriba. Cubren la cara con una máscara coronada con una mitra decorada con figuras de animales.
La fiesta parece que tiene sus orígenes en las celebraciones precristianas o, según otros estudiosos, en el medioevo en la época de los bufones y los impuestos feudales en torno a los castillos.
Antes de los años 1930 los Fedos salían de forma individual a principios de año de los pueblos del valle y de la sierra. Luego se estableció el llamado domingo de Corredoiro y el sábado, domingo y martes de Carnaval. La celebración no solo se circunscribe a los desfiles callejeros sino que tiene todo un repertorio gastronómico especial para cada día; Domingo de Carnaval, cachucha, rabo, clavos, chorizos, nabos, garbanzos, patatas y vinos tintos espesos del país. El martes cabrito al horno con patatas. De postre, orejas o tortitas con miel.